# Osvobozené divadlo

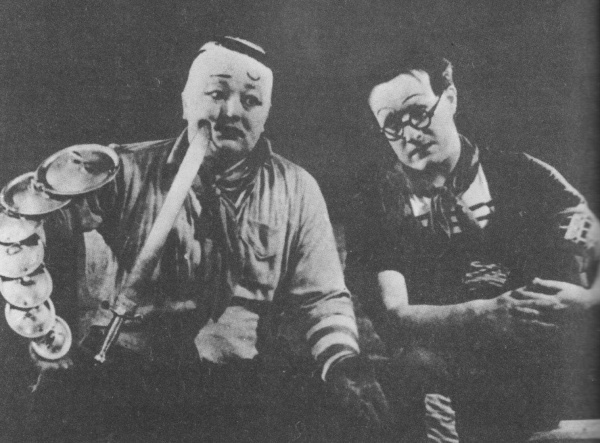
Das Duo Jan Werich und Jiří Voskovec, Publikumsmagnet am Osvobozené divadlo

Osvobozené divadlo (Das befreite Theater) war eine tschechische avantgardistische Prager Theaterbühne, 1926 vom Dichterverein Devětsil gegründet. Die Namensgebung erfolgte durch Jiří Frejka in Anlehnung an den Begriff „entfesseltes Theater“ der russischen Avantgarde. Die Wurzeln der Entstehung reichen jedoch bis in das Jahr 1923 zurück. Das Theater war stark beeinflusst von Dadaismus und Futurismus sowie später dem Poetismus. Durchgesetzt hat sich auch die Konzeption der modernen Szene, mit der Bemühung den Zuschauer in das Geschehen mit einzubeziehen.
Aufgeführt wurden Werke von Guillaume Apollinaire, Alfred Jarry, Jean Cocteau, André Breton, Filippo Tommaso Marinetti und Vítězslav Nezval. 

## Geschichte
Die erste Vorstellung war am 8. Februar 1926 mit der Premiere von Molières George Dandin. Das Stück wurde von Kritikern nicht verstanden und so besuchten zu Beginn nur wenige Zuschauer das Theater. 1927 zog das Theater in die Prager Kleinseite in das Gebäude der Umělecká beseda um. Hier traten auch zum ersten Mal die Schauspieler Jan Werich und Jiří Voskovec im Stück Vest pocket revue auf. Das Stück, von beiden inszeniert, war zunächst nur für einen engen Freundeskreis konzipiert, aber wegen des großen Erfolgs in der neuen Szene aufgeführt. Im gleichen Jahr trat mit seinen Klavierimprovisationen auch Jaroslav Ježek auf. Ende des Jahres stiegen Frejka und Emil František Burian nach internen Auseinandersetzungen aus dem Projekt aus und gründeten das Theater Da-Da. 
Ab diesem Zeitpunkt ist das Theater gleichzusetzen mit dem Schaffen des Komikerduos Voskovec und Werich, für die Ježek vom Jazz beeinflusste Musik schrieb. Ein weiterer bedeutender Künstler der hinzu stieß, war der Regisseur Jindřich Honzl, der alle Stücke in Szene setzte und gleichzeitig als Theoretiker des Avantgardetheaters tätig war.
Von 1932 beherrschte Unterhaltung und Satire sowie Spitzen gegen das damalige gesellschaftliche Leben die Bühne. Der Erfolg beruhte zum großen Teil darauf, dass die Theaterleute nur ein Rahmenprogramm erstellten und der Rest sich aufgrund der Reaktionen aus dem Publikum entwickelte. 
Voskovec und Werich führten auch den so genannten Forbín ein. Der Begriff ist vom deutschen „Vorbühne“ abgeleitet und entstand bei einer Störung auf der Bühne, in der beide Schauspieler das Publikum unterhalten mussten. Es handelt sich dabei um improvisierte Dialoge, eine Reaktion auf aktuelle politische und kulturelle Ereignisse. Die Dialoge unterschieden sich, da sie nicht vorbereitet waren, bei jedem Auftritt. Werich setzte die Tradition der Forbíns nach dem Krieg im ABC-Theater allerdings mit weniger Erfolg mit Miroslav Horníček fort.
Im gleichen Jahr wurde auch das erste politische Schauspiel aufgeführt. Das Theaterstück Caesar warnte vor den Gefahren des Faschismus, kritisierte verstärkt die Gesellschaft und führte schließlich dazu, dass das Befreite Theater als politische Bühne angesehen wurde. Auch das im folgenden Jahr aufgeführte Esel und Schatten (Osel a stín), beschäftigte sich mit Gefahren des Faschismus und vertrat linke Ansichten, zum Teil propagierte es sozialistisches Gedankengut.
1934 wird Der Henker und der Narr (Kat a blázen) uraufgeführt, ein Stück, das durch die offene und scharfe Kritik an Geschehnisse in Hitlerdeutschland große Schwierigkeiten mit der Zensur bekam. 1935 beschwerte sich die deutsche Botschaft wegen Beleidigung des Staatsoberhauptes. Das Theater wurde vor die Entscheidung gestellt, seine Kritik abzuschwächen oder die Kündigung der Räume im Gebäude des Künstlervereins in Kauf zu nehmen. Nach weiteren Beschwerden und Auseinandersetzungen musste Osvobozené divadlo das Gebäude U Nováků in Vodičková ulice verlassen. 
Das Theater nannte sich in Gefesseltes Theater (Spoutané divadlo) um und siedelte sich in der Nähe des Theaters Rokoko am Wenzelsplatz an. Hier erscheinen auch die erfolgreichsten Stücke des Duos Voskovec und Werich Lumpenballade (Balada z Hadrů), Kopf und Zahl (Rub a líc) und Die schwere Barbara (Těžká Barbora). 
1936 kehrt Spoutané divadlo in das alte Gebäude zurück und nennt sich wieder in Befreites Theater um. Die weiteren antifaschistischen Stücke Welt hinter Gittern (Svět za mřížemi) und Faust aufs Auge (Pěst na oko) führen schließlich zum Verbot der Bühne. 1938 wird das Theater endgültig geschlossen. Voskovec, jüdischer Herkunft, wird vorgeworfen die internationalen Beziehungen zu Deutschland zu stören. Er emigriert mit Werich und Ježek in die USA.
Nach dem Zweiten Weltkrieg versuchten Voskovec und Werich das Theater wieder ins Leben zu rufen. Inzwischen haben sich jedoch die Verhältnisse geändert. Wollten beide den eingeschlagenen gesellschaftskritischen Weg beschreiten, hätten sie die neue Situation im eigenen Land kritisieren müssen. Bei der Neukonzeption kam es bald zu Differenzen zwischen den Autoren und der weiteren Ausrichtung des Theaters. Nachdem Voskovec wieder emigrierte, verschwand das Theater völlig aus dem tschechischen kulturellen Leben.

## Bedeutung des Theaters
Osvobozené Divadlo war eine feste kulturelle Größe in der Zwischenkriegszeit der Tschechoslowakischen Republik. Viele bedeutende Schauspieler begannen hier ihre Karriere. Daneben wurden viele experimentelle Stücke aufgeführt, die auf traditionellen Bühnen keinen Platz hatten. 

## Bedeutende Persönlichkeiten

### Mitwirkende
- Jan Werich
- Jiří Voskovec
- Jaroslav Ježek
- Jindřich Honzl
- Jiří Frejka
- František Filipovský
- Vladimír Šmeral
- Bohuš Záhorský
- Blanka Waleská
- Miloš Nedbal
- Zdeněk Štěpánek
- Jan Pivec
- Emil František Burian
- Jiřina Štěpničková

### Bühnenausstattung
- Jindřich Štyrský